# Ceremonia de clausura de los Juegos Olímpicos de Pieonchang 2018
La ceremonia de clausura de los Juegos Olímpicos de Pieonchang 2018 tuvo lugar la noche del domingo 25 de febrero de 2018 en el Estadio Olímpico de Pieonchang. Inició a las 20:00 KST.

## Ceremonia

### Apertura
- El cantante surcoreano Jang Sa-ik interpretó el Himno Nacional de Corea del Sur junto a los niños de la provincia de Gangwon
- El guitarrista surcoreano Yang Tae-Hwan interpretó "Winter" de Las cuatro estaciones de Vivaldi.[2][3]
- La banda de post-rock surcoreana Jambinai interpretó "Time of Extinction" junto a varios artistas de Geomungo.[3]

### Desfile de las naciones

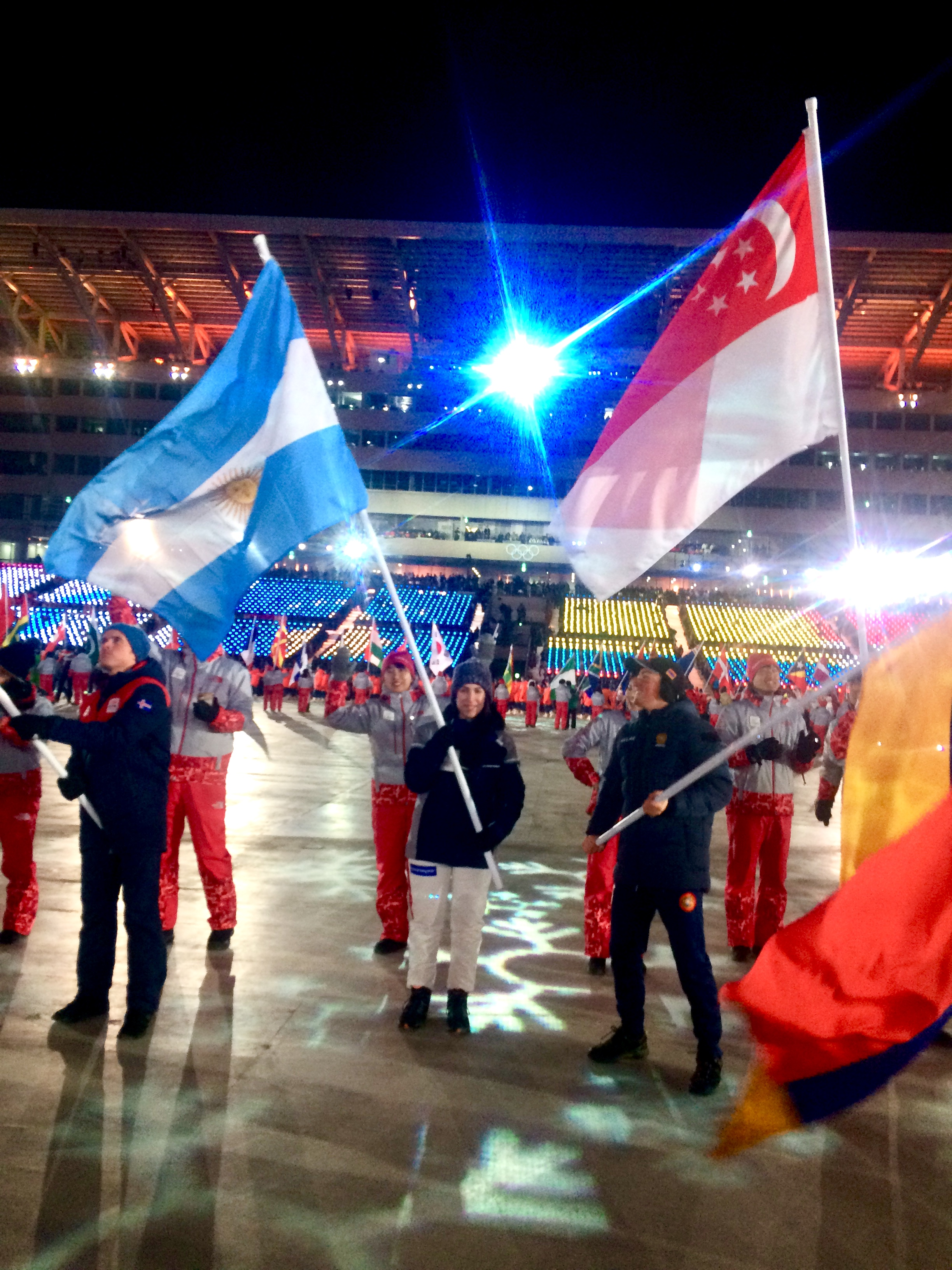
Abanderados de Argentina, Armenia y Singapur durante el desfile de las naciones

Los abanderados de los 92 Comités Olímpicos Nacionales ingresaron al Estadio Olímpico de Pieonchang en una sola fila, ordenados según el alfabeto coreano, y atrás de ellos, los atletas, sin ninguna distinción por agrupación o nacionalidad.
Junto a los atletas marcharon Soohorang, la mascota oficial de los Juegos y Hodori, la mascota de los Juegos Olímpicos de Seúl 1988.

### Concierto
- La cantante y rapera surcoreana CL interpretó sus éxitos con 2NE1 "The Baddest Female" y "I Am the Best".[5][6]
- La Boy band china-coreana de K-pop EXO interpretaron "Growl" y "Power".[7][8][9][10]
- El DJ neerlandés Martin Garrix dirigió la "after party" pinchando "Animals", "Forever", "Together", "Animals" y "Like I Do".[11]

## Entrega de la Bandera Olímpica
Durante la ceremonia de entrega de la Bandera Olímpica por parte de la ciudad de Pyeongchang a la ciudad de Pekín, se izó la bandera de Grecia, la Bandera Olímpica fue arriada y entregada por el Alcalde Pieongchang a Thomas Bach, el presidente del Comité Olímpico Internacional, quien la entregaría finalmente a Chen Jining, el alcalde de Pekín. Tras esto, se izó la bandera de la República Popular China y se interpretó su himno nacional.

## Presentación de Beijing 2022
Durante la ceremonia, Beijing se presentó como la siguiente Ciudad Olímpica, con un show llamado See you in Beijing in 2022 (en inglés "Nos vemos en Beijing 2022") dirigido por el director Zhang Yimou, quien a su vez también fue el encargado de las ceremonia de apertura y clausura de los Juegos Olímpicos de Pekín 2008. La presentación consistía en un vídeo que contaba con un saludo del Presidente Xi Jinping, junto a una performance realizada en el estadio.

## Personalidades
- Corea del Sur: Moon Jae-in
- Corea del Norte: Kim Yong-chol
- China: Liu Yandong
- Thomas Bach

## Himnos
- Jang Sa-ik y coro escolar - Himno Nacional de Corea del Sur
- Orquesta Sinfónica de Londres - Imnos eis tin Eleftherían
- Oh Yeon-joon - Himno Olímpico
- Coro de 56 Etnias chinas - Yiyongjun Jinxingqu